# C Velorum
C Velorum (C Vel / HD 73155 / HR 3407) es una estrella en la constelación de Vela, que representa la vela del Argo Navis.
Tiene magnitud aparente +4,99 y, de acuerdo a la nueva reducción de los datos de paralaje del satélite Hipparcos, se encuentra a 849 años luz de distancia.
C Velorum es una gigante naranja luminosa de tipo espectral K1.5II con una temperatura efectiva de 4400 K.
Es 1058 veces más luminosa que el Sol y, entre las gigantes, forma parte del grupo de las más luminosas, siendo su luminosidad comparable a la de β Coronae Australis, π Herculis o N Velorum, esta última también en Vela.
Como ejemplo cabe reseñar que C Velorum es 5 veces más luminosa que la brillante Arturo (α Bootis) pero está 24 veces más alejada que ella.
C Velorum gira sobre sí misma con una velocidad de rotación medida de 3,1 km/s, aunque este valor representa sólo un límite inferior.
Su contenido metálico es menor que el del Sol, siendo su índice de metalicidad [Fe/H] = -0,4.
La teoría de estructura y evolución estelar permite estimar la masa de C Velorum entre 2,78 y 3,98 masas solares.
El valor obtenido por astrosismología —ciencia que estudia la estructura interna de las estrellas pulsantes mediante la interpretación de sus espectros de frecuencia— es de 3,3 ± 1,1 masas solares, en concordancia con las cifras anteriores.
C Velorum no debe confundirse con c Velorum (HD 78004), también gigante naranja.